# Guillaume Faugues
Guillaume Faugues (activo entre 1460–1475) fue un compositor francés. Se conoce muy poco de su vida, aun así, una parte significativa de su trabajo sobrevive en la forma de cinco versiones de misa (un gran repertorio superviviente para un compositor de la época). Faugues ocupa un lugar importante en la historia de la misa parodia debido a su uso de esta técnica, particularmente en la Missa Le serviteur.
Faugues era capellán de la Santa Capilla de Bourges en los años 1462-1463, y también era el maestro del coro de niños durante esos años, cuándo sin duda conoció a Johannes Ockeghem, quién visitaba Bourges ese año, y también eseñó a Philippe Basiron quién entonces era un niño del coro.
Faugues es mencionado por dos contemporáneos: Loyset Compère le cita en su motete Omnium bonorum plena (antes de 1474), una pieza qué menciona los compositores que Compère admiraba, muchos de ellos miembros de la catedral de Cambrai. Faugues es también alabado por Johannes Tinctoris por su varietas, como demostró especialmente en su misa Vinus vina vinum. Las obras de Faugues fueron ampliamente admiradas durante su periodo de actividad, y puede que influyeran en los trabajos de Johannes Martini.

## Obras
- Missa L'homme armé (basada en la melodía de L'homme armé)
- Missa La basse danse (basada en la melodía de basse danse)
- Missa Vinus vina vinum
- Missa Le serviteur
- Missa Je suis en la mer